# مکتب تبریز دوم

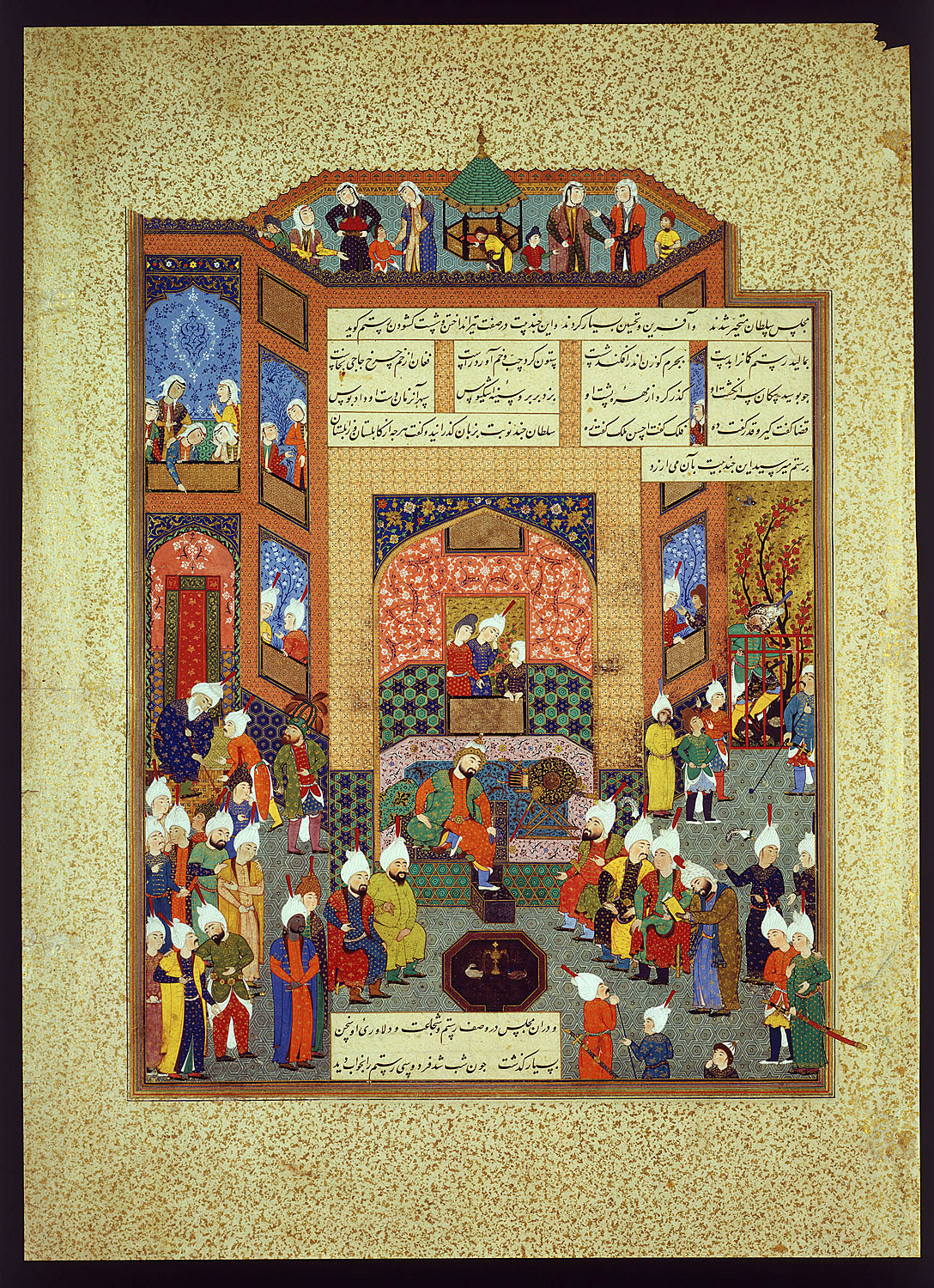
برگی از کتاب شاهنامه تهماسبی

مکتب تبریز دوم به دوره‌ای از هنر نگارگری ایرانی در زمان حکومت صفوی در تبریز گفته می‌شود. شاه اسماعیل با به قدرت رسیدن حکومت صفوی را تشکیل و مرکز حکومتش را تبریز قرار داد و بسیاری از هنرمندان محلی و دیگر صنعتگران را از گوشه و کنار کشور به آنجا جمع کرد و به این ترتیب تبریز به مرکز فرهنگی کشور برای تولید آثار هنری تبدیل شد. در دوره شاه تهماسب این مکتب به اوج رسید و آثاری مثل خمسه تهماسبی و شاهنامه تهماسبی تولید شدند. هنرمندان شاخص این دوره کمال‌الدین بهزاد و سلطان محمد هستند.

## پیدایش
شاه اسماعیل در سال ۹۱۶ هجری قمری بر خاندان شیبانی تسلط یافت و حکومت خاندان صفوی راتشکیل داد. او پایتخت را از هرات به تبریز منتقل کرد و هنرمندان و صنعت گران را از گوشه کنار کشور به آنجا دعوت کرد. ایران در دوران سلطنت پادشاهان صفوی به اتحاد و یکپارچگی و عظمت دست یافت. شاه اسماعیل صفوی،  استاد کمال الدین بهزاد را که در عهد تیموری پرورش یافته بود به تبریز دعوت کرد و او را به سرپرستی گروهی از نقاشان و خوشنویسان، رنگ کاران و صحافان و… برگزید. این گروه حرکت فرهنگی و هنری مکتب تبریز را به وجود آوردند.
این شیوهٔ نوین، از ترکیب سنت نقاشی تبریز اول در دوره مغول و مکتب هرات و روش شخصی بهزاد پدید آمد.

## تاریخچه
شاه اسماعیل در سال ۹۰۶ ه‍.ق پس از شکست دادن آق‌قویونلوها تبریز را به پایتختی برگزید. کتابخانه سلطنتی آق‌قویونلوها در اختیار او قرار گرفت و هنرمندانی که در کتابخانه آق‌قویونلوها کار می‌کردند به خدمت او درآمدند.
شاه اسماعیل آن‌ها را به ادامه کارهای هنری که در دست داشتند، واداشت. یکی از هنرمندان برجسته مکتب ترکمان تبریز، سلطان محمد تبریزی بود که به خدمت شاه اسماعیل درآمد و از این زمان به بعد یکی از پایه‌های محکم مکتب جدیدالتأسیس تبریز دوره صفوی شد.
شاه اسماعیل در سال ۹۱۶ ه‍.ق به هرات حمله برد و آنجا را به تصرف خود درآورد و سنت و دستاوردهای غنی و شکوهمند مکتب هرات دوره تیموری را به ارث برد. او از قرار معلوم بعضی از آثار نفیس و کتب ارزشمند مکتب هرات را به تبریز منتقل کرد.
شاه اسماعیل سپس فرزند دو ساله خود تهماسب میرزا را همراه یکی از امیران قزلباش، حاکم هرات کرد. تهماسب سپس فرزند دو ساله خود تهماسب میرزا در هرات زیر نظر استادان برجسته به فراگیری نقاشی و خطاطی پرداخت. او پس از گذراندن هشت سال در هرات به تبریز بازگشت و در سال ۹۳۰ ه‍.ق به سلطنت رسید. ظاهراً او همراه خود شماری از هنرمندان مکتب هرات از جمله کمال‌الدین بهزاد را به تبریز آورد. شاه اسماعیل در سال ۹۲۸ ه‍.ق فرمان کلانتری کتابخانه را به نام بهزاد صادر و او را سرپرست کتابخانه سلطنتی کرد.
شاه تهماسب که شیفته نقاشی و خطاطی بود پس از رسیدن به سلطنت به حمایت از این هنرها پرداخت و هنرمندان زیادی از مکتب هرات و ترکمان را در پروژه‌های شکوهمند کتاب آرایی به کار گرفت و بدین ترتیب آثار مکتب تبریز دوره صفوی پدیدار شد و مکتب تبریز که یکی از مکاتب درخشان هنر نگارگری ایران است، شکل نهایی خود را پیدا کرد و آثار شکوهمندی چون شاهنامه شاه تهماسبی و خمسه نظامی شاهی را تولید کرد.
پس از به قدرت رسیدن شاه اسماعیل، هنرمندان در تبریز گرد آمدند و در کتابخانهٔ سلطنتی که ریاست آن را بهزاد بعهده داشت به فعالیت پرداختند. قاسم علی، شیخ‌زاده و میرک که همراه بهزاد از هرات به تبریز آمده بودند شیوه‌ای را بنیاد گذاشتند که بر دوش بهزاد و شاگردانش بود. بهزاد هنرمندان پس از خود را تحت تأثیر قرار داد و بسیاری از هنرمندان کلک بهزاد آثار خود را با نام و امضای او ارائه می‌دادند. شاه تهماسب از اوان کودکی به فراگیری خط و نقاشی پرداخت و طراحی نزاکت قلم را به مرتبه کمال رسانید. او در جوانی استادان معروف را گرد آوری کرد ولی در اواخر عمر به این هنرمندان توجه کمتری داشت به طوری که بسیاری از آنان در دربار ابراهیم میرزا در مشهد گرد آمدند و سبکی دیگر را به وجود آوردند.

## خصوصیات
یکی از مشخصه‌های نقاشی مکتب تبریز دوران صفوی وجود علامت یا شکلی شبیه میله کوچک قرمزی است که بر روی عمامه‌ها نقش شده است. این علامت و عمامه‌های دوازده ترکی از نشانه‌های شیعیاندوازده امامی طرفدار شیخ صفی الدین اردبیلی بود که در ابتدای دوران صفوی متدوال گردید ولی بعد از وفات شاه طهماسب دیگر در تصاویر دیده نشد.
نقاشان مکتب تبریز سطح تخت نقاشی را شکستند و ترکیب بندی‌های چند سطحی آفریدند. همه چیز آکنده از حرکت و جنبش بود رنگ‌ها درخشان و پرکشش و حالت مورد نظر را به وجود می‌آورد.

## آثار مهم
یکی از آثار معروف این دوره شاهنامه شاه طهماسب نام داشت که دارای دویست و پنجاه و هشت تصویر به شیوه مکتب تبریز از آثار سلطان محمد، میرک نقاش، میر سید علیو… است که در دوران ریاست بهزاد و پس از آن در تبریزاجرا شد.

## پی‌نوشت
1. 1 2 3  طاووسی، ابوالفضل. کارگاه نگارگری. تهران. ناشر شرکت چاپ ونشر کتاب‌هایدرسی ایران، ۱۳۹۰. صفحه ۲۵ تا ۲۷
2. ↑  «آشنایی با مکتب قزوین، همشهری‌آنلاین، کد مطلب: ۱۴۰۱۳۷ - زمان انتشار: سه‌شنبه ۲۱ تیر ۱۳۹۰–۰۸:۵۹:۱۴». بایگانی‌شده از اصلی در ۱۴ ژوئیه ۲۰۱۱. دریافت‌شده در ۱۲ ژوئیه ۲۰۱۱.